# Estrazione mineraria dell'uranio in Russia
L'estrazione mineraria dell'uranio in Russia è un'attività industriale rilevante del paese euroasiatico, per mezzo della quale si rifornisce di combustibile da utilizzare per la produzione di energia tramite reattori nucleari.
La Russia è un produttore di uranio con circa 3000 t prodotte ogni anno; la sua produzione storica dalla dissoluzione dell'Unione Sovietica al 2006 è di 129.611 t. Secondo il "Red Book" del 2007 il paese ha riserve note di uranio per 650.300 t <130 $/kg

## Produzione nazionale
La produzione attuale di ARMZ proviene principalmente dal distretto di Strel'covskij, dove sono stati scoperti importanti giacimenti di uranio nel 1967, che hanno portato alla produzione su larga scala, in origine con pochi controlli ambientali. Nel 2008 ARMZ aveva l'intenzione di triplicare la produzione a 10.300 tU all'anno entro il 2015, con l'aiuto di Cameco, Mitsui e investitori locali, con la previsione a 20.000 tU all'anno entro il 2024. Il costo totale è stato valutato a 67 miliardi di rubli, principalmente nella miniera di Priargunskij, con 4,8 miliardi di rubli entro la fine del 2009, compresi 30 milioni di dollari per un impianto per la produzione di 500 t/giorno di acido solforico, in sostituzione di un precedente impianto creato nel 1976. Nel novembre del 2013 tutti gli investimenti nell'espansione mineraria sono stati sospesi a causa dei bassi prezzi dell'uranio.
| Zona         | 2012 | 2013 | 2014 | 2015 | 2016 | 2017 | 2018 | 2019 |
| ------------ | ---- | ---- | ---- | ---- | ---- | ---- | ---- | ---- |
| Priargunskij | 2011 | 2133 | 1970 | 1977 | 1873 | 1631 |      |      |
| Dalur        | 529  | 562  | 578  | 590  | 591  | 592  |      |      |
| Chiagda      | 332  | 440  | 442  | 488  | 540  | 693  |      | 1000 |
| Gornoe       | 0    | 0    | 0    | 0    | 0    | 0    |      |      |
| Olovskaja    | 0    | 0    | 0    | 0    | 0    | 0    |      |      |
| Ėl'kon       | 0    | 0    | 0    | 0    | 0    | 0    |      |      |
| Lunnoe       | 0    | 0    | 0    | 0    | 0    | 0    |      |      |
| Totale       | 2872 | 3135 | 2990 | 3055 | 3004 | 2916 |      |      |

L'ARMZ è responsabile per l'estrazione dell'uranio in Russia. Alla fine del 2013 era di proprietà dell'82,75% di Rosatom e del 17,25% di TVEL. Nel 2013 il governo ha approvato un budget esplorativo di 14 miliardi di rubli fino al 2020, principalmente nell'Estremo Oriente e nella Siberia settentrionale. Rosgeologia, la società russa di servizi di esplorazione geologica gestita dallo stato, nel 2011 ha identificato depositi di uranio "promettenti" nel circondario federale nordoccidentale a seguito del completamento di un'indagine sull'area Kuol-Panajarvinskaja al confine dell'oblast' di Murmansk e della Repubblica di Carelia.
L'ARMZ ha rilevato le attività di esplorazione ed estrazione da Tenex e TVEL nel 2007-08, come sussidiaria di Atomenergoprom (posseduta al 79,5%), e ha ereditato 19 progetti uraniferi per un totale di circa 400.000 tU di risorse estraibili, i diritti di tutte queste risorse le erano stati trasferiti da Rosnedra, l'Agenzia federale per l'uso del sottosuolo sotto il Ministero delle risorse naturali e dell'ambiente. La ARMZ è diventata la divisione mineraria di Rosatom nel 2008, responsabile di tutti i beni minerari russi di uranio e anche delle azioni russe in joint venture straniere. Rosatom ha valutato le risorse uranifere di AtomRedMetZoloto (ARMZ) come 517.000 tU al settembre 2015, per lo più necessitanti di estrazione da miniera sotterranea. Si stima che le spese storiche di esplorazione dell'uranio siano state di circa 4 miliardi di dollari. L'Agenzia federale per la gestione delle risorse naturali (Rosnedra) ha riferito che le riserve di uranio russo sono cresciute del 15% nel 2009, in particolare attraverso l'esplorazione negli Urali e nella Calmucchia, a nord del Mar Caspio. La produzione di uranio è variata da 2870 a 3560 tU/anno dal 2004 e negli ultimi anni è stata integrata da quella di Uranium One in Kazakistan, con 7629 tU nel 2012. Nel 2006 ci sono stati tre progetti minerari in Russia, da allora altri sono stati in costruzione e proiettati. Il costo di produzione in aree remote come miniera di Ėl'kon è di 60-90 $/kg. La spesa per i nuovi progetti nazionali ARMZ nel 2013 è stata di 253,5 milioni di rubli, anche se nel novembre 2013 tutti gli investimenti nell'espansione mineraria sono stati sospesi a causa dei bassi prezzi dell'uranio. Piani annunciati nel 2006 per 28.600 t/U3O8 prodotti entro il 2020: 18.000 t dalla Russia mentre il restante Kazakistan, Ucraina, Uzbekistan, Mongolia. Mentre i progetti degli altri stati sono in sviluppo, quello russo ha avuto notevoli difficoltà nello sviluppare le miniere siberiane, che rendono quindi il traguardo russo improbabile. Sono state costituite tre società miste in Kazakistan con l'intenzione di fornire 6000 tU/anno per la Russia a partire dal 2007: JV Karatau, JV Zarechnoye e JV Akbastau.

### Distretti minerari
| Zona         | Regione             | Inizio produzione | Tipo giacimento | Risorse conosciute (tU) Grado giacimento | Capacità produttiva (tU/anno) |
| ------------ | ------------------- | ----------------- | --------------- | ---------------------------------------- | ----------------------------- |
| Priargunskij | Transbajkalia/Čita  | 1968              | vulcanico       | 95.700 allo 0,16%                        | 3000                          |
| Dalur        | Trans-Ural/Kurgan   | 2004              | arenaria        | 7.400 allo 0,04%                         | 700                           |
| Chiagda      | Buriazia, Vitimskij | 2010              | arenaria        | 29,900 allo 0,05%                        | 1000                          |
| Gornoe       | Transbajkalia/Čita  | differita         | granito         | 3,200 allo 0,20%                         | 300                           |
| Olovskaja    | Transbajkalia/Čita  | differita         | vulcanico       | 8,210 allo 0,072%                        | 600                           |
| Ėl'kon       | Sacha (Jacuzia)     | dal 2020          | metasomatite    | 303.600 allo 0,15%                       | 5000                          |
| Lunnoe       | Sacha (Jacuzia)     | dal 2016?         | polimetallico   | 800                                      | 100 con oro                   |

I principali giacimenti di uranio della Federazione Russa si trovano in quattro distretti minerari: distretto dei Trans-Urali, distretto di Strel'covskij, distretto di Vitimskij e il distretto di Ėl'kon.
Trans-Urali
Un livello modesto di produzione proviene dalla miniera di Dalur nell'oblast' di Kurgan. Si tratta di una risorsa a basso costo (40 $/kg) estraibile tramite ISL in arenarie. Il piano dell'ARMZ del 2008 prevedeva una produzione a Dalur di 350 a 800 tU/anno entro il 2019 (con una espansione nei siti vicini di Dalmatovskoe, Chochlovskoe e Dobrovolnoe). Nel 2014 la JSC Dalur ha completato l'esplorazione del deposito di Chochlovskoe e aumentato le sue risorse da 4700 a 5500 tU, che comporterebbe un aumento di produzione da 50 tU nel 2015 a 200 tU/anno entro il 2019. Più della metà della produzione del 2016 è stata fornita dal sito Ust-Uksjanskij del campo Dalmatovskoe. Le riserve di Dalur nel 2013 sono state quotate da ARMZ a 9.900 tU, con terre rare e scandio sono potenziali sottoprodotti.
Nel 2016 è stata completata l'esplorazione geologica e le operazioni pilota presso il deposito di Dobrovolnoe, e nel giugno 2017 è stato rilasciato un permesso per lo sviluppo che ha consentito la costruzione dell'impianto. Le sue riserve sono valutate a 7067 tU. Dopo l'operazione pilota fino al 2020, l'espansione commerciale dovrebbe mantenere la produzione di Dalur a 700 tU/anno a circa il 2025, successivamente Dalmatovskoe e Chochlovskoe si dovrebbero essere esaurite.
Transbaikal
Le miniere sotterranee di questa regione sono gestite dalla JSC Priargunsky Industrial Mining and Chemical Union (PIMCU, di proprietà all'85% di ARMZ, di cui è dal 2008 una filiale) e forniscono minerali di bassa qualità ad un impianto di lavorazione centrale vicino a Krasnokamensk. Il PIMCU è stata fondata nel 1968, e produce alcuni altri metalli oltre all'uranio. La produzione storica di Priargunskij è di 140.000 tU (alcuni provenienti da miniere a cielo aperto) e le risorse conosciute nel 2011 sono valutate a 115.000 tU con una ricchezza di minerale dello 0.159%, l'ARMZ prevedeva nel 2008 di aumentare la produttività del sito da 3000 a 5000 tU/anno entro il 2020. Nel 2013 le riserve sono state rivalutate da ARMZ a 108.700 tU. La produzione arriva a circa 3000 tU/anno, di cui un decimo circa grazie alla lisciviazione heap. Nel 2015 la produzione è stata di 1977 tU ed i costi sono stati ridotti dell'11%, in modo da poter raggiungere il pareggio nel 2016. La compagnia ha sei miniere sotterranee, la maggior parte delle quali operative.
A Priargunskij esiste un problema ambientale legato a 30 discariche di rifiuti e discariche di minerali di bassa qualità, nonché a sterili. La riabilitazione delle discariche di rifiuti e delle fosse aperte sta procedendo e i minerali di bassa qualità vengono sottoposti a colatura. Dighe e intercettazione di pozzi al di sotto delle dighe di sterili con monitoraggio idrogeologico e trattamento delle acque reflue, si sta poi sanando l'inquinamento idrico, con la riabilitazione finale delle aree interessate che avverrà dopo la chiusura definitiva della miniera. Nel 2016 ARMZ ha annunciato una nuova iniziativa di lisciviazione dei cumuli di minerali di qualità molto bassa, in grado di produrre da 50 a 63 tU/anno. Nel 2006 la PIMCU ha vinto una gara d'appalto per sviluppare depositi di Argunskoe e Žerlovoe nell'Oblast' di Čita con riserve per circa 40.000 tU.
Vitimsky
Le operazioni estrattive della JSC Khiagda sono a Vitimskij, in Buriazia, circa 570 km a nord ovest di Krasnokamensk, che è una filiale della PIMCU nell'Oblast' di Čita. L'estrazione è iniziata da valori bassi, nel 2010 la produzione dal giacimento di minerali di Chiagdinskoe è stata di 135 tU, passando a 440 tU nel 2013 (utilizzando completamente l'impianto pilota) e mirando a 1000 tU/anno dal 2018 con un nuovo impianto. Si tratta di operazioni a basso costo (70 $/kg) di tipologia ISL in arenarie, e costituiscono l'unica miniera di questo tipo al mondo nel permafrost. La temperatura dell'acqua freatica è 1-4 °C, con problemi di viscosità, specialmente quando la temperatura dell'aria invernale è di -40 °C. La principale mineralizzazione dell'uranio è un fosfato, che richiede l'aggiunta di un'ossidante alla soluzione acida.
La JSC Khiagda dispone di risorse pari a 55.000 tU riconducibili all'attività mineraria dell'ISL, con un potenziale di risorse stimato da Rosatom di 350.000 tU, con una durata della miniera di oltre 50 anni. Il piano ARMZ del 2008 prevedeva la produzione dal progetto di JSC Khiagda a 1800 tU/anno entro il 2019, ma nel 2013 l'obiettivo è stato posticipato, portandolo al 2018 a 1000 tU. Nel 2014 JSC Khiagda ha continuato la costruzione del principale impianto di produzione e dell'impianto di acido solforico, la cui prima fase è stata commissionata a settembre 2015, la cui capacità di produzione finale è di 110.000 t/anno. L'azienda mira a iniziare a estrarre i giacimenti di Istočnoe e Veršinnoe dal 2016 e 2018 rispettivamente, e lo sviluppo di questi sta procedendo. Ci sono anche piani per installare un impianto per l'estrazione di ossidi di terre rare come sottoprodotto.
Elkon
L'ARMZ sta progettando lo sviluppo del massiccio progetto Elkon con diverse miniere a Sacha (Jacuzia), ed a questo scopo ha fondato la Elkon Mining and Metallurgical Combine (EMMC) per svilupparne i consistenti depositi. Il progetto Ėl'kon si trova in una regione montuosa con condizioni climatiche difficili e poche infrastrutture, rendendolo un'impresa impegnativa. Si prevede che la produzione da depositi di metasomatite aumenterà fino a 5000 tU/anno, a un costo di 90,5 miliardi di rubli di cui era previsto l'avvio nel 2020, ma ora è portato a dopo il 2030. Ėl'kon è destinata a diventare il più grande complesso minerario di uranio della Russia, basato su risorse di oltre 270.000 tU (valutate a 357.000 tU dalla Rosatom nel 2015). Comprenderà l'estrazione sotterranea, lo smistamento radiometrico, la fresatura, la lavorazione e la produzione di concentrato di uranio fino a 5000 tU/anno. Il progetto Elkon MMC coinvolge la JSC Development Corporation of South Yakutia e mira ad attrarre finanziamenti esterni per sviluppare infrastrutture e attività minerarie in una partnership pubblico-privato, con ARMZ che ne deterrebbe il 51%. È prevista una partecipazione azionaria straniera, compresi Giappone, Corea del Sud e India, ed a marzo è stato annunciato un accordo di joint venture con l'India. Gli sviluppi di Elkon MMC diventeranno "la locomotiva dello sviluppo economico dell'intera regione" tramite la costruzione di infrastrutture, linee di trasmissione dell'energia elettrica, strade e ferrovie, nonché strutture industriali, a partire dal 2010.
Gli otto depositi nel progetto Ėl'kon hanno risorse con una ricchezza del minerale allo 0,146%, con sottoprodotto oro. A metà del 2010 l'ARMZ ha rilasciato dati sulle risorse per i cinque depositi meridionali: 71.300 tU come risorse misurate, e 158.500 tU come risorse dedotte, sottolineando che la rivalutazione delle risorse rispetto agli standard internazionali aumenterà l'attrattiva degli investimenti dell'Elkon MMC. Tuttavia, nel settembre del 2011 l'ARMZ ha dichiarato che i costi di produzione sarebbero stati di 120-130 $/kg, che sarebbero stati insufficienti nel mercato attuale e che i costi avrebbero dovuto essere ridotti del 15-20%. La prima produzione dall'Elkon MMC era prevista nel 2015 in crescita fino a 1000 tU/anno nel 2018, 2000 tU/anno nel 2020 e 5000 tU/anno entro il 2024 grazie ai depositi meridionali, nonché a Severnoe e Zona Interesnoe, con queste tempistiche successivamente rimandate di almeno 10 anni.

### Accordi internazionali di estrazione
Nell'ottobre 2006 la giapponese Mitsui & Co con la Tenex ha accettato di intraprendere uno studio di fattibilità per una miniera di uranio nella Russia orientale per rifornire il Giappone. La prima produzione dalla miniera di Južnaja in Sacha era prevista per il 2009. La Mitsui ha avuto un'opzione per prendere il 25% del progetto, e stava finanziando con 6 milioni di dollari uno studio di fattibilità. Si stima che la costruzione della miniera di Južnaja costerebbe 245 milioni di dollari, con una produzione che potrebbe raggiungere le 1000 tU/anno entro il 2015. Ciò rappresenterebbe la prima proprietà straniera di una miniera di uranio russa. Tuttavia, secondo il Red Book 2016, Južnaja sembra essere parte del progetto Ėl'kon.
In seguito a precedenti accordi con Tenex, nel novembre 2007 Cameco ha firmato un accordo con ARMZ, le due società devono creare joint venture per esplorare e estrarre l'uranio sia in Russia che in Canada, a partire da depositi identificati nella Russia nordoccidentale e nelle province canadesi di Saskatchewan e Nunavut.